# Walter Lyon
Walter Lyon (* 27. April 1853 in Sewickley, Allegheny County, Pennsylvania; † 21. März 1933 in Pittsburgh, Pennsylvania) war ein US-amerikanischer Jurist und Politiker. Zwischen 1895 und 1899 war er Vizegouverneur des Bundesstaates Pennsylvania.

## Werdegang
Walter Lyon besuchte die öffentlichen Schulen seiner Heimat und die Wakeham Academy in Pittsburgh. Zeitweise wurde er auch privat unterrichtet. Im Anschluss an seine Schulzeit war er fünf Jahre lang selbst als Lehrer tätig. Nach einem Jurastudium und seiner 1877 erfolgten Zulassung als Rechtsanwalt begann er in Pittsburgh in diesem Beruf zu arbeiten. Zwischen 1889 und 1893 war er als Nachfolger von George A. Allen Bundesstaatsanwalt für den westlichen Teil Pennsylvanias. Politisch schloss er sich der Republikanischen Partei an. In den Jahren 1908, 1916, 1924, und 1928 nahm er als Delegierter an den jeweiligen Republican National Conventions teil. Von 1893 bis 1894 saß er im Senat von Pennsylvania.
1894 wurde Lyon an der Seite von Daniel H. Hastings zum Vizegouverneur von Pennsylvania gewählt. Dieses Amt bekleidete er zwischen 1895 und 1899. Dabei war er Stellvertreter des Gouverneurs und Vorsitzender des Staatssenats. Nach seiner Zeit als Vizegouverneur arbeitete er in der Kanzlei Lyon, Hunter & Burke wieder als Anwalt. Von 1921 bis 1925 war er als Nachfolger von Denis J. Driscoll nochmals Bundesstaatsanwalt für den westlichen Teil Pennsylvanias.  Lyon war auch Mitglied zahlreicher Organisationen und Vereinigungen. Er starb am 21. März 1933 in Pittsburgh, wo er auch beigesetzt wurde. Mit seiner Frau Charlotte hatte er drei Kinder.